# تل بزرگ کفر
تل بزرگ کفر مربوط به دوره ساسانیان است و در شهرستان ارسنجان، بخش مرکزی، دهستان شوراب، ۵۰۰ متری جنوب روستای کفر واقع شده و این اثر در تاریخ ۱ مرداد ۱۳۸۶ با شمارهٔ ثبت ۱۹۳۰۵ به‌عنوان یکی از آثار ملی ایران به ثبت رسیده است.